# Davor Škrlec

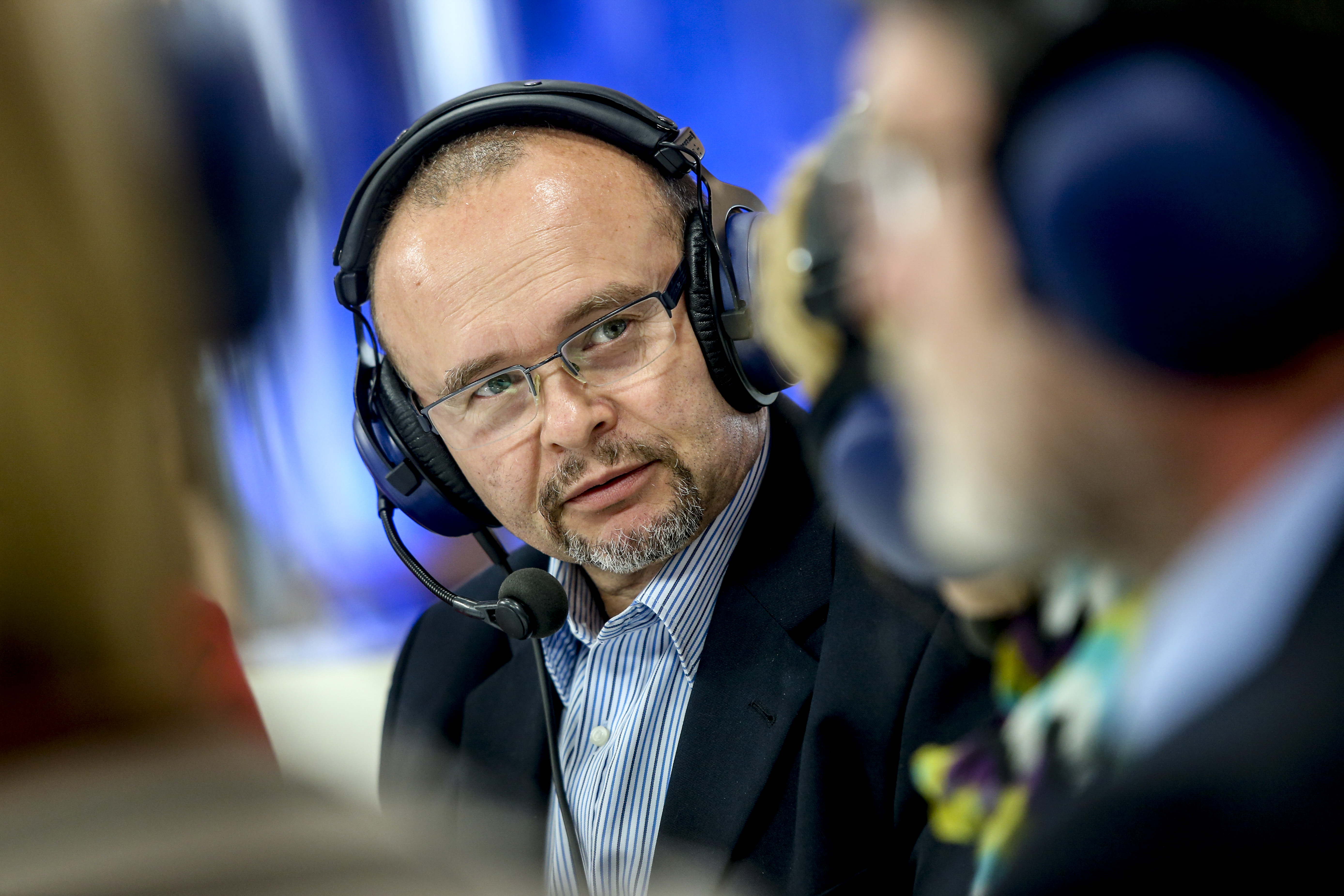
Davor Škrlec (2015)

Davor Škrlec (* 1. Januar 1963 in Vinkovci) ist ein kroatischer Ingenieurwissenschaftler und Politiker der Održivi razvoj Hrvatske (OraH).

## Leben
Škrlec ist Professor an der Fakultät für Elektrotechnik der Universität Zagreb. Er war Mitarbeiter der damaligen kroatischen Umweltministerin Mirela Holy.
Von 2014 bis 2019 war er Abgeordneter im Europäischen Parlament. Dort ist er Mitglied im Ausschuss für Umweltfragen, öffentliche Gesundheit und Lebensmittelsicherheit und in der Delegation für die Beziehungen zu Kanada. Škrlec war Nachrücker für Mirela Holy, die ihr Mandat nicht annahm. Er schloss sich der Fraktion Die Grünen/Europäische Freie Allianz an.